# The Dirt – Sie wollten Sex, Drugs & Rock’n’Roll
The Dirt – Sie wollten Sex, Drugs & Rock’n’Roll (Originaltitel: The Dirt) ist eine US-amerikanische Filmbiografie über die Musikgruppe Mötley Crüe, die auf der gleichnamigen Biografie von Neil Strauss und den Bandmitgliedern basiert. Veröffentlicht wurde der Film am 22. März 2019 durch Netflix.

## Handlung
Der Film schildert die Entstehungsgeschichte von Mötley Crüe. Abwechselnd übernehmen die Bandmitglieder die Rolle des Erzählers und schildern so familiäre Hintergründe, das Kennenlernen der Mitglieder, schildern erste Probeaufnahmen, die Namensfindung, sexuelle Eskapaden und erste Erfolge am Sunset Strip. Auch andere Personen, wie Manager McGhee oder Zutaut, der Vertreter der Plattenfirma Elektra, durchbrechen die vierte Wand, sprechen direkt zum Zuschauer und schildern ihren nicht immer leichten Umgang mit Mötley Crüe.
Der Film beschreibt den Aufstieg der Gruppe zur weltweit erfolgreichen, stadionfüllenden Glam-Metal-Band, zeigt aber auch die Schattenseiten des Ruhms, wie die Heroinsucht von Nikki Sixx oder den unter Drogeneinfluss verursachten schweren Autounfall von Vince Neil, bei dem der Musiker Razzle von der Band Hanoi Rocks ums Leben kam und zwei weitere Menschen schwer verletzt wurden, was zu einer aufgrund der kurzen Dauer kritisierten Haftstrafe führte. Der Krebstod von Vince Neils Tochter Skylar, Tommy Lees Gewalttätigkeit gegenüber Frauen und Mick Mars’ Erkrankung an Spondylitis ankylosans finden ebenso Erwähnung wie das Zerwürfnis der Band, das zu einer zeitweiligen Besetzung mit dem Sänger John Corabi führte.
Der Film schließt nach der Wiedervereinigung der Originalbesetzung Mitte der 1990er mit dem Hinweis, dass die Band noch 20 Jahre zusammen musizierte und sich Ende 2015 auflöste. Der Abspann zeigt dabei Originalaufnahmen und vergleicht sie mit ihren Umsetzungen im Film.

## Produktion
Bereits 2006 erwarben Paramount Pictures und MTV Films die Rechte an der 2001 erschienenen Bandbiografie The Dirt. Larry Charles sollte seinerzeit die Regie einer Filmumsetzung übernehmen. Die Produktion verzögerte sich und 2013 gaben Paramount und MTV ihre Pläne zur Verwirklichung auf. 2015 wurden die Verwertungsrechte von Focus Features gekauft, das das Projekt ebenfalls in der sogenannten „Entwicklungshölle“ beließ, ehe die Rechte im März 2017 von Netflix erworben wurden. Im November 2017 wurde Douglas Booth als erster Hauptdarsteller bekannt gegeben, dem im Januar 2018 die Darsteller der übrigen drei Bandmitglieder folgten: Der Musiker Machine Gun Kelly, Daniel Webber, sowie Iwan Rheon, der zuvor vor allem für seine Darstellung des Ramsay Bolton in der Serie Game of Thrones bekannt wurde. Die Dreharbeiten des Filmes begannen im Februar 2018 in New Orleans.

## Besetzung und Synchronisation
Die deutschsprachige Synchronisation übernahm die Christa Kistner Synchronproduktion aus Berlin, unter der Dialogregie von Mike Betz.
| Rolle            | Schauspieler            | Synchronsprecher   |
| ---------------- | ----------------------- | ------------------ |
| Nikki Sixx       | Douglas Booth           | David Turba        |
| Tommy Lee        | Machine Gun Kelly       | Julius Jellinek    |
| Mick Mars        | Iwan Rheon              | Julien Haggège     |
| Vince Neil       | Daniel Webber           | Tim Knauer         |
| Doc McGhee       | David Costabile         | Marcus Off         |
| Tom Zutaut       | Pete Davidson           | Hannes Maurer      |
| Heather Locklear | Rebekah Graf            | Marieke Oeffinger  |
| Ozzy Osbourne    | Tony Cavalero           | Felix Spieß        |
| Razzle           | Max Milner              | Jan-David Rönfeldt |
| Sharise Neil     | Leven Rambin            | Yvonne Greitzke    |
| John Corabi      | Anthony Vincent Valbiro |                    |
| Deana Richards   | Kathryn Morris          |                    |

## Kritiken
Die Kritiken zum Film fielen durchwachsen aus. So hält dieser bei Rotten Tomatoes eine Wertung von 37 % (bei 75 Rezensionen). Der Film wird gelobt als „Fest für Fans“, sei aber in Teilen, trotz Erwähnung von Schattenseiten, zu unkritisch.